# Łachów (województwo świętokrzyskie)
Łachów – wieś sołecka w Polsce, położona w województwie świętokrzyskim, w powiecie włoszczowskim, w gminie Włoszczowa.
W latach 1954–1961 wieś należała i była siedzibą władz gromady Łachów, siedzibę gromady i nazwę zmieniono na Włoszczowa. W latach 1975–1998 miejscowość administracyjnie należała do województwa kieleckiego.

## Części wsi
| SIMC    | Nazwa          | Rodzaj     |
| ------- | -------------- | ---------- |
| 0278379 | Janów          | przysiółek |
| 0278356 | Kazubiec       | przysiółek |
| 0278385 | Łachowska Piła | przysiółek |
| 0278362 | Ługi           | część wsi  |
| 0278391 | Młynek         | przysiółek |

## Historia
W wieku XIX Łachów opisano jako wieś, w powiecie włoszczowskim, gminie Włoszczowa, parafii Czarnca.

Powierzchnia ziemi płaska, okolica piaszczysta, chociaż znajduje sio i lekki czarnoziem. Lasów brak, pastwiska rozległe, od strony południowej płynie strumyk w odległości jednej wiorsty, nie nazwany (obecnie Jeżówka). Ludności ma wraz z Piłą Lachowską 334 dusz, domów 48.

{{Cytat}} Linki zewnętrzne: "źródło".
Wieś dzieliła się na dwie części. Jedna część nazwana: Łachów I obejmowała 3/5 całości, a druga nazywa się Łachów II, obejmowała 2/5.
Wieś w XVI w. należała do Lachowskich, w XVII wieku Stefan Czarniecki kupił za 14 000 złotych polskich część stanowiącą 2/5, czyli Łachów II od Zachariasza Lachowskiego.
Wieś ta dzieliła do 1884 losy Czarncy, także rodu Czarnieckich. (patrz: Czarnca, [w:] Słownik geograficzny Królestwa Polskiego, t. I: Aa – Dereneczna, Warszawa 1880, s. 741.)
Część Łachów I przechodziła z kolei w ręce Cieszkowskich, Gosławskich Raczyńskich, Borowieckich.
W spisie z 1827 r. wymieniono Łachów Modliszewskiego 10 domów i 117 mieszkańców i Łachów Radzyńskiego 14 domów i 127 mieszkańców.